# Ринкова площа (Гайдельберг)

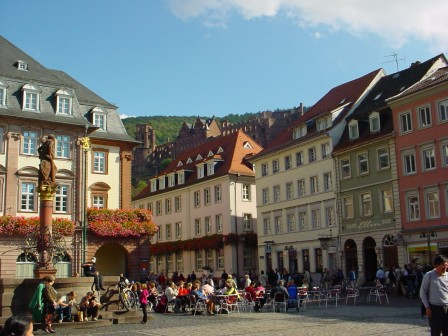
Вид на Ринкову площу з церкви Святого Духа. Ліворуч на задньому плані — ратуша, в центрі над нею — Гайдельберзький замок.

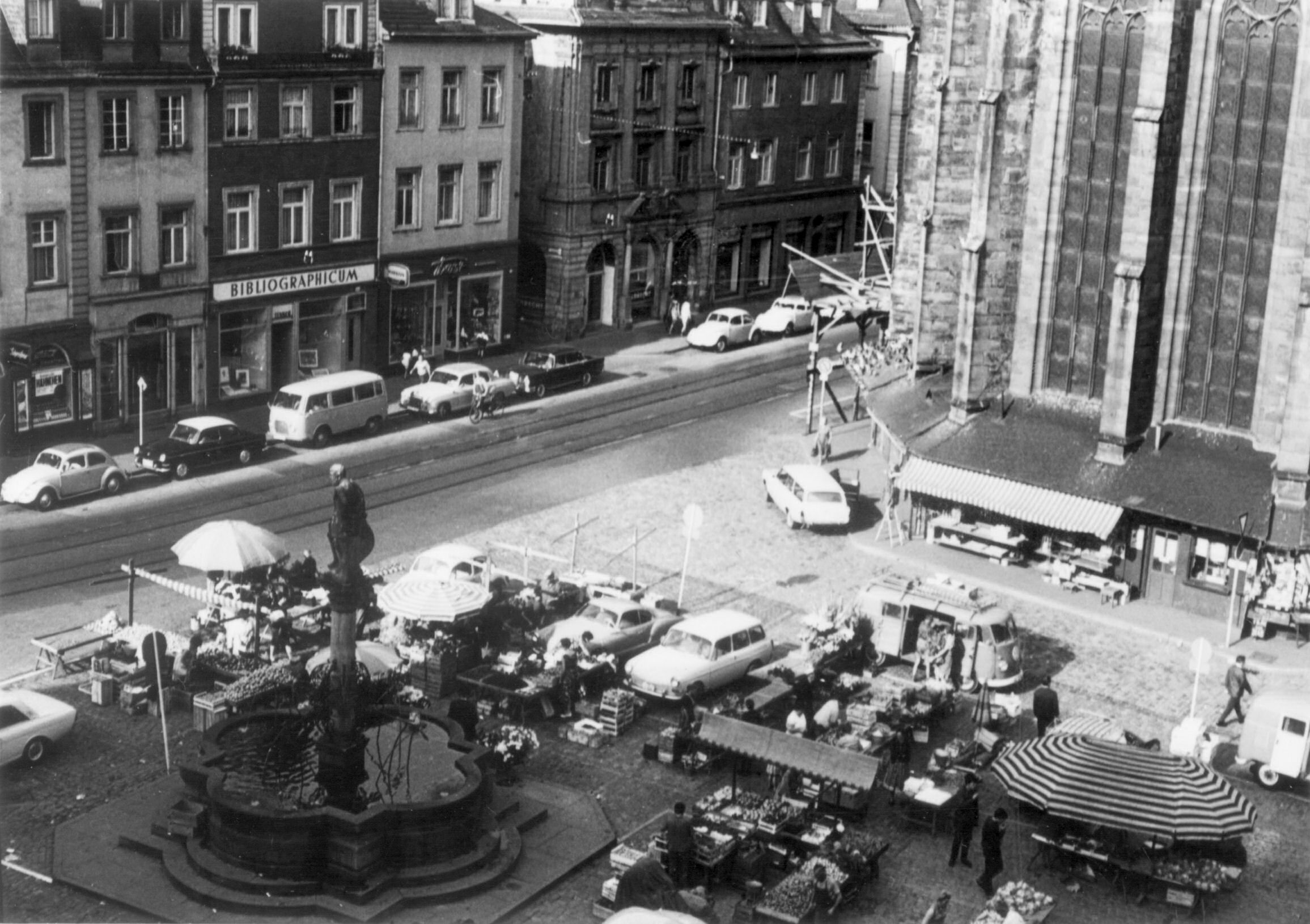
Ринкова площа, якою досі їздять автомобілі та трамваї, 1965 рік

Ринкова площа (нім. Marktplatz, Марктплац) — центральна площа Старого міста в Гайдельберзі.

## Розташування та історія
Ринкова площа є однією з найстаріших площ міста і, у відповідності до назви, протягом усього часу існування площі на ній розташовувався ринок. На півночі та півдні вона обмежена рядами будинків, на сході площі розташована ратуша, на заході знаходиться церква Святого Духа.
Посередині площі стоїть фонтан Геркулеса, який був побудований між 1706 і 1709 роками і призначений для вшанування зусиль, докладених для відновлення міста після спустошення, завданого Війною за пфальцьку спадщину.
На додаток до своєї функції місця для щотижневого ринку, у попередні століття площа також служила місцем публічних судових процесів, наприклад, проти Йогана Сильвана, банди розбійників Гольцерлипса чи Маннефрідріха в 1812 році.
В середині XX століття Ринкова площа також служила автостоянкою біля Гауптштрасе, яка тоді ще була відкрита для автомобільного руху, а з кінця 1970-х років Гауптштрасе і Ринкова площа стали доступними лише для пішоходів.
Взимку Ринкова площа і сусідня Університетська площа слугують місцем проведення Гайдельберзького різдвяного ярмарку, який відбувається у «Рожевий понеділок» після 1 грудня.